# José Luis Patiño
José Luis Patiño (Villa Maipú, provincia de Buenos Aires, 1 de marzo de 1964) es un político argentino, diputado de la Nación Argentina por la Ciudad de Buenos Aires, integrante del bloque PRO dentro del interbloque Juntos por el Cambio. Asumió el 13 de mayo de 2020 en reemplazo de Elisa Carrió. Además, fue también diputado nacional en el período 2015-2017 en reemplazo de Sergio Bergman, y entre 2018 y 2019 dirigió la Asesoría Parlamentaria de Información de Ciencia y Tecnología.

## Biografía
Nació en Villa Maipú, partido de General San Martín, ciudad en la que vivió hasta que en 1995 fijó su residencia en la Ciudad de Buenos Aires.

### Actividad privada
Trabajó en el ámbito publicitario como diseñador gráfico, luego en 1998 fue cofundador de Bureaudeprensa.com, una agencia virtual de noticias corporativas. Se estima que a partir de 2007 comenzó a centrarse en la comunicación política como actividad principal hasta su ingreso a la política partidaria. 
En su perfil público de Linkedin menciona que se formó en el Programa Strategic Political Communication, iene una diplomatura en Smart Cities de la Universidad Blas Pascal, se inició en el periodismo científico en el Instituto Leloir y está cursando la Maestría en Economía y Ciencias Políticas en ESEADE.

### Activismo ciudadano
Luego de la crisis de 2001, Patiño creó una plataforma virtual de participación ciudadana llamada San Martín en Red. En 2009 fue cofundador de la red Ser Fiscal, una red de ONG e instituciones unidas en pos del trabajo por la transparencia electoral.

### Carrera política
En 2007 se vinculó a la entonces candidata a diputada Patricia Bullrich y comenzó a colaborar en la campaña digital de la Coalición Cívica. Desde entonces integró los comités de campaña del Acuerdo Cívico y Social (2009), "Carrió Presidente - Bullrich Diputada" (2011), fue candidato a diputado nacional por Unión PRO en 2013 y colaboró en los comités de campaña de "Horacio Rodriguez Larreta para Jefe de Gobierno y Mauricio Macri como Presidente" (2015), desarrollando una estrategia de microsegmentación en la zona norte de la Ciudad de Buenos Aires.
El 1 de marzo de 2016 asumió como diputado nacional por la Ciudad de Buenos Aires, y su mandato finalizó en diciembre de 2017. Durante ese período fue secretario de la comisión de Ciencia, Tecnología e Innovación Productiva, y vocal en las comisiones de Comercio, Transporte, Seguridad Interior, Cultura, Derechos Humanos, y Libertad de Expresión. En las elecciones legislativas de octubre de 2017 se presentó para renovar su banca en el Congreso, ocupando el décimo lugar en la lista de candidatos a diputados nacionales por la Ciudad de Buenos Aires que encabezaba Elisa Carrió.
Si bien estuvo alineado generalmente con las políticas del gobierno de Mauricio Macri, y defendió el accionar de la ministra de seguridad Patricia Bullrich en el caso Santiago Maldonado, mantuvo algunas diferencias con las políticas de su gobierno. En octubre de 2016 integró el grupo de diputados oficialistas que le solicitó al gobierno macrista que modifique el presupuesto para no afectar negativamente a los programas de investigación científica. Por otra parte, Patiño acompañó las iniciativas para promover el uso medicinal de cannabis y es partidario de la despenalización del uso recreativo. Esas diferencias dieron lugar a que paulatinamente se vaya acercando al entonces presidente de la Cámara de Diputados Emilio Monzó, quien en enero de 2018 lo nombró responsable de la Asesoría Parlamentaria de Información Científica y Tecnológica de la Cámara de Diputados de la Nación Argentina, un área destinada a vincular a los legisladores con científicos y expertos de diferentes áreas.
Como responsable de la Asesoría Parlamentaria de Información Científica y Tecnológica, en 2018 (con miras al G20) Jose Luis Patiño participó de un Encuentro Interparlamentario para afianzar el vínculo con Indonesia. En 2019 participó de la bienvenida al diputado alemán y experto en desarrollo informático, Mario Brandenburg. En el marco del Grupo Parlamentario de Amistad (GPA), recibió al ingeniero argentino y uno de los creadores del software utilizado en la nave espacial Bereshit (perteneciente a la Misión Lunar desarrollada por la Organización Israelí Space L), Diego Saikin.
Luego de la renuncia de la diputada Elisa Carrió, en octubre de 2019 pero con vigencia a partir de marzo de 2020, se generó una disputa por su sucesión entre Patiño (candidato número diez en la lista) y Patricia Holzman (candidata número once). El conflicto estuvo centrado en la discusión por la entrada en vigencia de la Ley de Paridad de Género en Ámbitos de Representación Política. Holzman había reclamado ante la Justicia su aplicación retroactiva, ya que en octubre de 2017 la ley no estaba vigente, y si bien la jueza de primera instancia María Romilda Servini de Cubría dictaminó a favor de la candidata mujer, Patiño apeló y finalmente la Cámara Nacional Electoral le dio la razón, estableciendo que debía suceder a Carrió el próximo candidato en la lista independientemente del género.
Si bien es partidario del libre mercado, Patiño se define también como un liberal progresista y de centro. Consultado por los medios acerca de su posición frente a la legalización del aborto, respondió que votará a favor, aunque con reparos en el tema de la gratuidad, ya que dijo no conocer cuál sería el impacto fiscal de una medida de ese tipo. Finalmente y en medio de la incertidumbre se abstuvo de votar invocando la contradicción que suponía el texto de la norma con su convicción liberal.

## Actividad

### Red Ser Fiscal
En 2009 fue cofundador de serfiscal.org. La red Ser Fiscal es una unión de ONG e instituciones que conforman esta red, unidas en pos del trabajo por la transparencia electoral.
Dicha "ONG" quedó envuelta en una polémica en 2017 cuando la Cámara Nacional Electoral (CNE) firmó un “convenio de colaboración” con esta red integrada por una serie de organizaciones vinculadas con Cambiemos.  El acuerdo fue visto como una partidización del proceso electoral. La ONG ha sido descripta como "de concepción ultra anti kirchnerista". Las principales críticas al acuerdo fueron la falta de imparcialidad y objetividad, ya que dicha ONG fue partícipe activa de los cacerolazos contra el gobierno de Cristina Férnandez y sus actividades fueron difundidas por Lanata en Periodismo Para Todos. todas las asociaciones que componen la red tienen vínculos directos con el Gobierno nacional o funcionarios de Cambiemos. Incluso, algunos directivos de las ONG son candidatos del oficialismo.